# Дуліп Сінґх
Дуліп Сінґх (пенджаб. ਦਲੀਪ ਸਿੰਘ; 6 вересня 1838 — 22 жовтня 1893) — останній магараджа держави Сикхів.

## Життєпис
Первинно не розглядався у лінії спадкоємців свого батька, утім після смерті  Ранджита Сінґха почалась запекла боротьба за владу, що спричинила загибель зведених братів Дуліпа — Кхарака Сінґха та Шер Сінґха. Після вбивства останнього частина місцевої знаті звела на престол малолітнього Даліпа Сінґха. Його мати очолила регентську раду. До моменту його сходження на престол держава Сикхів перебувала у глибокій кризі та все більше підпадала під вплив Британської Ост-Індійської компанії. 1845 року почалась перша англо-сикхська війна, після поразки в якій сикхська держава була змушена визнати англійський протекторат. 1848 року в Мултані почалось повстання проти влади англійців, що невдовзі охопило весь Пенджаб. Британці придушили повстання, діючи від імені пенджабського уряду, однак, після остаточної перемоги над повстанцями, оголосили про анексію Пенджабу. 29 березня 1849 року 11-річний Дуліп Сінґх зрікся престолу на користь Ост-Індійської компанії. Він також передав англійцям головну коштовність британської корони — алмаз Кохінур.
Після зречення Дуліп Сінґх переїхав до форту Фатехґарх (нині штат Уттар-Прадеш). 8 березня 1853 року колишній магарадже охрестився. Хрещення не було суто формальним актом, хлопця доволі ретельно до нього готували. Це стало першим випадком, коли відомий індійський магараджа такого високого рангу, хоч і не повнолітній, узяв віру завойовників. Далі юнак вирушив до Англії, щоб завершити там свою освіту.
Упродовж наступних років магараджа намагався домогтись скасування анексії Пенджабу. З цією метою він намагався знайти підтримку у різних держав, у тому числі Російської імперії. Утім у тій справі Дуліп Сінґх успіху не мав.
Восени 1888 року Дуліп Сінґх повернувся до Парижа. На той момент він практично не мав коштів, а 1890 року з ним стався інсульт. На початку 1891 року він з'їздив до Англії, де відвідав своїх дітей. 22 жовтня Дуліп Сінґх зазнав другого нападу, в результаті якого він помер у Парижі.